# Haven van IJmuiden
De haven van IJmuiden is een Nederlandse zeehaven in de Noord-Hollandse plaats IJmuiden. De haven dankt haar ontstaan aan de aanleg van het Noordzeekanaal dat in 1876 officieel werd geopend.
De haven is bereikbaar via de IJgeul voor de kust van IJmuiden die begeleid wordt door de lichtlijn die de eerste 23 kilometer van de IJgeul (vanaf de pieren) markeert en wordt gevormd door de Lage vuurtoren van IJmuiden en Hoge vuurtoren van IJmuiden. Via de IJgeul staat de haven van IJmuiden in verbinding met verkeersscheidingsstelsels op de Noordzee.

## Geschiedenis

### Aanleg vissershaven
Tussen Hoek van Holland en Den Helder waren geen havens en de monding van het Noordzeekanaal bood een uitkomst voor de vissers. De grote hoeveelheid visserschepen leidde echter tot ernstige verkeersproblemen en in 1887 besloot de overheid tot de aanleg van een aparte vissershaven. Deze werd vanaf 1896 in gebruik genomen door vissers en vishandel. De haven bleek te klein en in datzelfde jaar werd besloten om de Vissershaven met 185 meter te verlengen tot 700 meter en een nieuwe vishal te bouwen.
In 1899 nam de overheid de vishandel over. Particuliere vishandelaren hadden onderling prijsafspraken gemaakt waardoor de visprijzen laag werden gehouden, dit ten nadele van de vissers. De Rijksvisafslag te IJmuiden, de eerste en enige in Nederland, ging op 1 juli 1899 van start en de vishandel bleef voor 90 jaar in overheidshanden. IJmuiden was zeer populair onder de vissers. De haven was nieuw en modern uitgerust en in 1899 werd Station IJmuiden aangelegd, met een apart gedeelte voor het vistransport. Met de trein kon de vis snel naar belangrijke afzetmarkten als Amsterdam en Duitsland worden vervoerd.

### Eerste Wereldoorlog
Het uitbreken van de Eerste Wereldoorlog luidde een periode van snelle groei in voor de haven en visafslag. Aanvankelijk kwam de visserij geheel tot stilstand; kredieten werden niet meer verstrekt, belangrijke exportmarkten werden onbereikbaar en vissers bleven in de haven omdat verzekeringsmaatschappijen weigerden te betalen bij eventuele oorlogsschade aan de schepen. De aanzet van herstel werd gegeven door een onderlinge verzekering tegen oorlogsmolest met steun van de gemeente Velsen en particulieren. De oorlog leidde ook tot een schaarste aan vis waardoor de prijzen omhoog schoten. In 1917 was het oorlogsrisico duidelijk toegenomen en veel vissers besloten niet meer uit te varen. In november 1917 was de situatie zo ernstig dat de regering zelfs het uitvaren van stoomvissersvaartuigen verbood. In april 1918 kregen een aantal schepen toestemming om uit te varen, maar een deel werd direct door de Britse marine opgebracht en de vergunningen werden ingetrokken. Pas bij de wapenstilstand in november 1918 werd het uitvaarverbod ingetrokken.
In 1920 werd een tweede haven aangelegd, tussen de Vissershaven en de Noordzeekust, de Haringhaven.

### Tweede Wereldoorlog

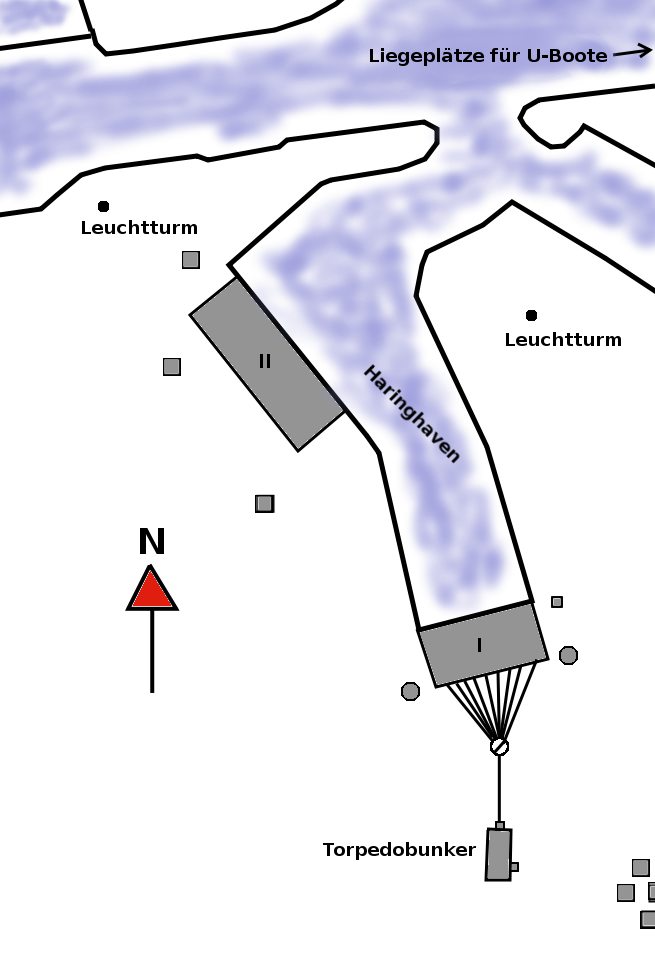
De torpedobootbunker in IJmuiden

Tijdens de Tweede Wereldoorlog stationeerde de Duitse bezetter torpedoboten in IJmuiden. Ter bescherming tegen  geallieerde luchtaanvallen werden hiervoor grote bunkers gebouwd. Schnellbootbunker 1 lag aan het einde van de oude Haringhaven en werd rond november 1941 in gebruik genomen. Ongeveer 10 torpedoboten konden hier afmeren en de bunker bood verder ruimte voor magazijnen, betonnen brandstoftanks en een reparatiewerkplaats. De bunker werd in 1944 door bombardementen verwoest en is na de oorlog gesloopt.
De torpedo's werden opgeslagen in een iets verdergelegen bunker, verbonden met rails. Deze torpedobunker is nog aanwezig.
Een nog grotere bunker voor 14 schepen werd in 1943 gebouwd bij de ingang van de Haringhaven. Deze had bijna vijf meter dikke buitenmuren die enigszins schuin stonden zodat bommen minder schade zouden uitrichten. De geallieerde luchtbombardementen hinderden de bouw, die eind 1944 werd gestaakt. Deze Schnellbootbunker II staat er nog en wordt gebruikt door een offshore-servicebedrijf.

### Recente periode
In 1962 werd de Haringhaven verlengd, en parallel gelegd aan de Vissershaven. Op 10 april 1989 werd het Staatsvissershavenbedrijf geprivatiseerd door de oprichting van Zeehaven IJmuiden NV waar alle bezittingen en activiteiten in zijn ondergebracht. Deze onderneming is verantwoordelijk voor de ontwikkeling van de haven. In 1967 werd aan de noordkant de Averijhaven aangelegd om schepen die averij hadden opgelopen op te vangen zonder de andere scheepvaart te hinderen. Deze is 1991 afgesloten en in gebruik genomen als baggerdepot.
In 2005 kwam de IJmondhaven in gebruik. Deze heeft een kadelengte van 680 meter, waarvan de oostelijke Monnickendamkade 360 meter lang is en de westelijke Volendamkade 320 meter. Het havenbassin is 120 meter breed en steekt 10,50 meter onder Normaal Amsterdams Peil (NAP) diep. Er is ook een brug voor RoRo-lading. 
Er zijn plannen om het baggerdepot weer in gebruik te nemen als haven voor bulkoverslag voor diepstekende schepen. De maximale diepgang voor het Noordzeekanaal is 13,75 meter, maar de vaargeul voor de kust en de buitenhaven kan schepen tot 17,8 meter aan. Hier kunnen de volbeladen bulkcarriers gedeeltelijk worden gelost om daarna zelf de reis over het kanaal te vervolgen.

## Activiteiten

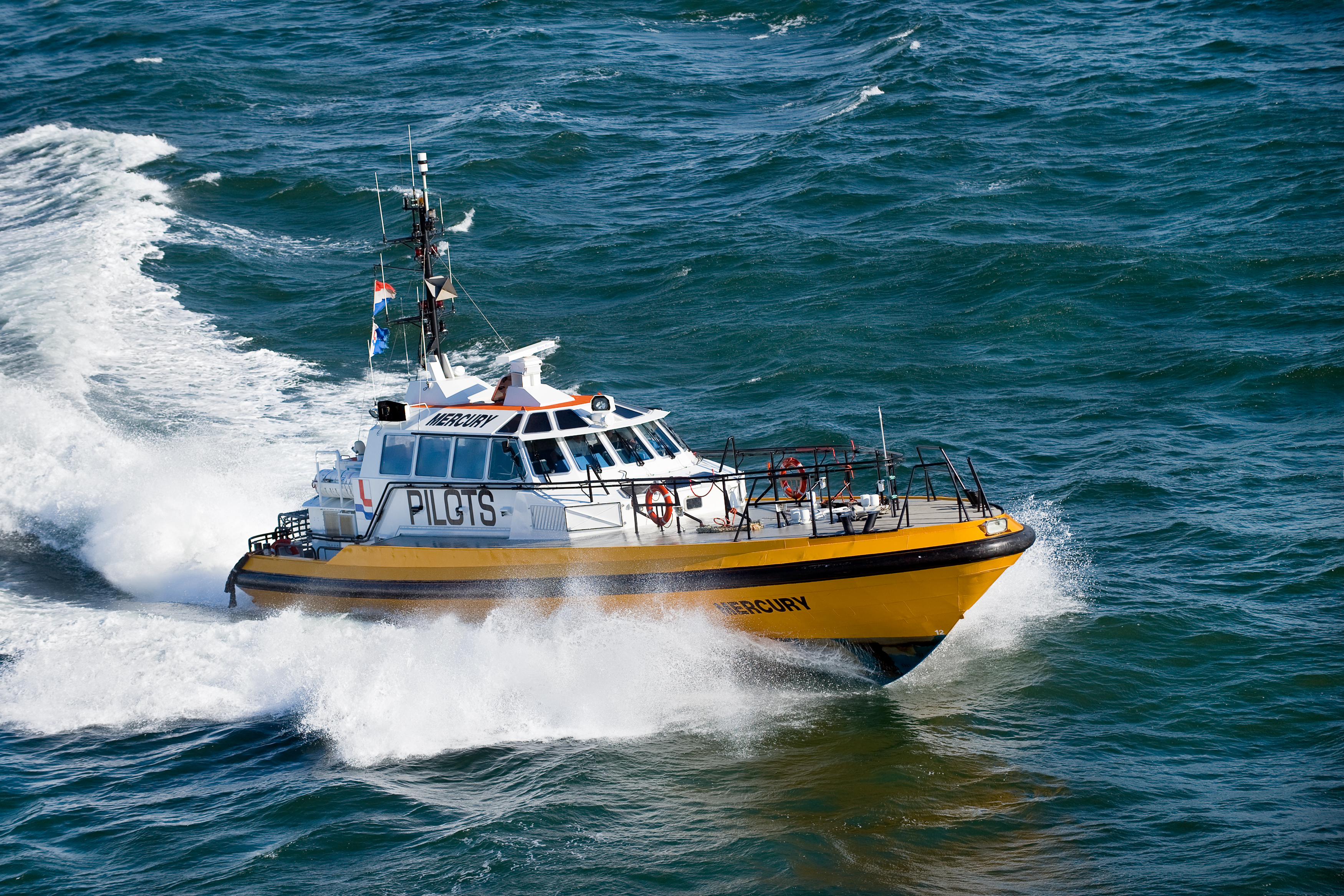
De loodsboot Mercury

De Zeehaven IJmuiden beschikt over ongeveer 175 hectare bedrijfsterrein. De gunstige geografische ligging heeft diverse activiteiten aangetrokken, waarvan de belangrijkste zijn:
- aanvoer, handel en verwerking van vis
- dienstverlening voor de olie- en gaswinning op de Noordzee
- veerdiensten naar Newcastle in Engeland (DFDS Seaways)
- kustvaart

Bij de Vissershaven ligt de visveiling van IJmuiden, waar dagelijks verse vis wordt aangevoerd. De Haringhaven wordt voornamelijk gebruikt voor de overslag van diepgevroren vis en de offshore industrie.
| Jaar | Aanvoer verse vis (in tonnen) | Omzet visafslag (in € miljoen) | Gemiddeld prijs (in €/kg) | Marktaandeel in Nederland |
| ---- | ----------------------------- | ------------------------------ | ------------------------- | ------------------------- |
| 2006 | 9.221                         | 37                             | 4,0                       | 12,6%                     |
| 2007 | 10.174                        | 42                             | 4,1                       |                           |
| 2008 | 10.622                        | 42                             | 4,0                       | 15,8%                     |
| 2009 | 12.800                        | 44                             | 3,4                       |                           |
| 2010 | 14.000                        | 48                             | 3,4                       | 18,9%                     |
| 2011 | 14.237                        | 48                             | 3,4                       |                           |
| 2012 | 15.000                        | 49,3                           | 3,3                       |                           |
| 2013 | 15.800                        | 48,2                           | 3,1                       |                           |
| 2014 | 15.300                        | 51,8                           | 3,4                       |                           |
| 2015 | 16.700                        | 57,9                           | 3,5                       | 21,3%                     |
| 2016 | 17.300                        | 68,1                           | 3,9                       | 21,8%                     |
| 2017 | 16.700                        | 70,9                           | 4,2                       |                           |
| 2018 | 15.800                        | 73,3                           | 4,6                       |                           |
| 2019 | 14.700                        | 65,6                           | 4,5                       | 23,5%                     |
| 2020 | 14.800                        | 59,8                           | 4,0                       | 27,1%                     |